# Deus (álbum)
Deus é um álbum de estúdio da cantora brasileira Lauriete. Foi lançado em 2005 pela sua gravadora Praise Records. Tendo vendido mais de 500 mil cópias, sendo um disco de diamante, o álbum também rendeu indicações ao Troféu Talento edição de 2006 nas categorias Melhor Álbum Pentecostal e Cantora do Ano. O projeto teve como destaque a canção "Dias de Elias", versão traduzida pela própria Lauriete.

## Antecedentes
Nos anos anteriores, Lauriete manteve uma parceria com o produtor e instrumentista Jairinho Manhães, que assinou álbuns como Palavras (1999) e O Segredo é Louvar (2001). O trabalho mais recente da cantora até aquele período tinha sido Milagre, de 2003, que também rendeu indicações ao Troféu Talento nas categorias Melhor Álbum Pentecostal e Cantora do Ano.

## Gravação
Assim como os antecessores, Deus foi produzido por Jairinho Manhães, que também assinou os arranjos e a produção vocal. O álbum recebeu a participação de uma série de músicos atuantes no cenário evangélico que já gravaram com Jairinho, como Bene Maldonado, Sidão Pires e Marcos Natto. O guitarrista Rick Ferreira toca guitarra steel.
A canção "A Glória na Igreja", composta por Flávia Afonso, estava inicialmente destinada a ser gravada por Cassiane para o álbum "Sementes da Fé". No entanto, a cantora decidiu repassar a música para Lauriete e, em parceria com Flávia Afonso, compôs uma nova canção intitulada "Receba".

## Lançamento
Deus foi lançado em 15 de abril de 2005 pelo selo Praise Records. Ainda em 2005, após uma bem-sucedida turnê nos Estados Unidos, no dia 11 de julho a cantora fez o show ao vivo que rendeu o DVD e CD homônimo, com as faixas do álbum e 1 Medley de grandes sucessos da sua carreira.
A gravação ocorreu no Ginásio Álvares Cabral, o maior espaço de eventos do estado do Espírito Santo na época, e contou com a presença de milhares de fiéis em uma noite de intensa adoração.
O evento também reuniu amigos da cantora, incluindo Cassiane, Jairinho Manhães e Elaine de Jesus, que se uniram para celebrar essa ocasião especial. Durante a apresentação, Lauriete foi homenageada com discos de ouro e platina, reconhecendo o impacto de sua obra na música gospel. Além disso, a gravação teve um forte componente solidário, resultando na arrecadação de 17 toneladas de alimentos, que foram doados a instituições necessitadas.
Produzido por Wanderley Rocha, o DVD "Deus" destaca-se pela sua relevância e pela qualidade artística que representa na trajetória da cantora.
Em 2005, a cantora esteve no palco do Programa Raul Gil, onde se apresentou e recebeu o Disco de Ouro em reconhecimento pela venda de mais de 50.000 cópias de seu álbum em menos de uma semana. Essa conquista destacou seu talento e a enorme aceitação do público, consolidando ainda mais sua carreira no cenário musical brasileiro.

## Prêmios e indicações
O álbum foi indicado ao Troféu Talento em 2006, na categoria Álbum Pentecostal. Lauriete também foi indicada como Cantora do Ano.

## Faixas
1. Óleo Santo (Rozeane Ribeiro)
2. Deixa a Glória Descer (Nilton César)
3. Dias de Elias (Robin Mark - Versão: Lauriete)
4. A Glória na Igreja (Flávia Afonso)
5. Deus Vai Agir (Nilton Cézar)
6. Sou Livre (Jairo Bonfim)
7. Ninguém Te Condena (Daniel e Samuel)
8. Jeová (Nilton Cézar)
9. No Silêncio das Pausas (Léa Mendonça)
10. Deus (Daniel e Samuel)
11. Juízo de Deus (Wellinghton e Thallita)
12. Graça, Fogo e Glória (Washington Luiz)
13. Santo (Daniel e Samuel)

## Ficha técnica
A seguir estão listados os músicos e técnicos envolvidos na produção de Deus:
- Produção fonográfica: Praise Records
- Produção executiva: Reginaldo Almeida e Lauriete
- Produção musical, produção de voz e arranjos: Jairinho Manhães
- Regência: Mizael Passos
- Arregimentação: Michele Passos
- Gravado, mixado e masterizado no Reuel VIP e Master Studios
- Gravação de cordas no Estúdio Trilhas Urbanas (Curitiba-PR)
- Técnicos de gravação: Gerê Fontes Jr., Geidson, Silvinho Santos e Beto Japa
- Mixagem: Gerê Fontes Jr.
- Piano: Mito e Ronny
- Bateria: Sidão Pires
- Baixo: Marcos Natto
- Teclados: Silvinho Santos
- Violão aço e nylon: Mindinho
- Percussão: Zé Leal
- Guitarra base e drive: Mindinho e Bene Maldonado
- Guitarra steel: Rick Ferreira
- Banjo: Gerê Fontes Jr.
- Sax tenor: Marcos Bonfim
- Trombone: Roby Olicar
- Trompete: Márcio André
- Sax baixo: Elielton
- Sax solo: Josué Lopes
- Flauta: Jairinho Manhães
- Violinos: Alexandre Brasolim, Paulo Torres, Silvanira Bermudes e Francisco Freitas
- Vocal: Kátia Santana, Josy Bonfim, Joelma Bonfim, Sula Maia, Lilian Azevedo, Wilian Nascimento, Robson Olicar, Jairo Bonfim, Jozyanne e Marquinhos Menezes
- Coral: Jozyanne, Kátia Santana, Janeh Magalhães, Josy Bonfim, Joelma Bonfim, Sula Maia, Lilian Azevedo, Vanda Santos, Vânia Santos, Rosana Olicar, Acácia Passos, Danielle Noronha, Ruth Ferrer, Ítalo, Fael Magalhães, Wilian Nascimento, Robson Olicar, Jairo Bonfim e Marquinhos Menezes
- Fonoaudióloga: Lilian Azevedo
- Fotos e direção de arte: Sérgio Menezes
- Projeto gráfico: Digital Design